# Petra Walczewski
Petra Walczewski (27 de abril de 1968) é uma ex-ciclista suíça. Terminou em vigésimo segundo lugar na prova de estrada (individual) feminina nos Jogos Olímpicos de Verão de 1992 em Barcelona, na Espanha.